# Emlenton
Emlenton es un borough ubicado en los condados de Clarion y Venango en el estado estadounidense de Pensilvania. En el año 2000 tenía una población de 784 habitantes y una densidad poblacional de 364.7 personas por km².

## Geografía
Emlenton se encuentra ubicado en las coordenadas 41°10′42″N 79°42′37″O / 41.17833, -79.71028.

## Demografía
Según la Oficina del Censo en 2000 los ingresos medios por hogar en la localidad eran de $30,227 y los ingresos medios por familia eran $40,893. Los hombres tenían unos ingresos medios de $33,125 frente a los $21,875 para las mujeres. La renta per cápita para la localidad era de $16,952. Alrededor del 15.1% de la población estaba por debajo del umbral de pobreza.